# Sherwood (Wisconsin)
Sherwood é uma vila localizada no estado norte-americano de Wisconsin, no Condado de Calumet.

## Demografia
Segundo o censo norte-americano de 2000, a sua população era de 1550 habitantes.
Em 2006, foi estimada uma população de 2343, um aumento de 793 (51.2%).

## Geografia
De acordo com o United States Census Bureau tem uma área de
7,5 km², dos quais 7,5 km² cobertos por terra e 0,0 km² cobertos por água. Sherwood localiza-se a aproximadamente 272 m acima do nível do mar.

## Localidades na vizinhança
O diagrama seguinte representa as localidades num raio de 12 km ao redor de Sherwood.